# Hans-Joachim Jabs
Hans-Joachim Jabs (né le 14 novembre 1917 à Lübeck et mort le 26 octobre 2003 à Lüdenscheid) est un aviateur allemand de la Luftwaffe pendant la Seconde Guerre mondiale.
Jabs a réussi à se distinguer dans deux formes distinctes de combat aérien : tout d'abord en pilotant un chasseur lourd de jour, puis dans la chasse de nuit. Il participe à la bataille d'Angleterre. Au cours de 510 missions de combat, il a été crédité de 50 victoires, dont 31 remportées de nuit.
Après la guerre, il est devenu un homme d'affaires dans l'équipement agricole.